# 紫杉狀海門冬
紫杉状海门冬（學名：Asparagopsis taxiformis），亦作蘆筍藻，是紅藻的一個物種，有全球分佈，棲息於熱帶水域至溫帶水溫較暖的水域。這個物種是夏威夷美食夏威夷盖饭（poké）的重要成份夏威夷海帶經常採用的品種。

## 外部連結
- Edible Limu of Hawaii （页面存档备份，存于）
- Greener Grazing （页面存档备份，存于）
- iNaturalist （页面存档备份，存于）, especially for more photos.

（英文） 紫杉狀海門冬 在 algaebase.org 的頁面連結。